# ترنبرگ
ترنبرگ (به آلمانی: Ternberg) یک منطقهٔ مسکونی در اتریش است که در ناحیه استیر لند واقع شده‌است. ترنبرگ ۶۲ کیلومتر مربع مساحت دارد ۳۴۱ متر بالاتر از سطح دریا واقع شده‌است.